# 側帶擬𩷶
側帶擬𩷶，為輻鰭魚綱鯰形目𩷶鯰科的其中一種，為熱帶淡水魚，分布於亞洲湄公河、湄南河、塔披河淡水、半鹹水流域，體長可達35公分，棲息在河川底層水域，昆蟲及植物為食，生活習性不明，可作為食用魚。

## 扩展阅读
維基物種上的相關：側帶擬𩷶